# 3624 Mironov
3624 Mironov è un asteroide della fascia principale. Scoperto nel 1982, presenta un'orbita caratterizzata da un semiasse maggiore pari a 2,3584818 UA e da un'eccentricità di 0,1199468, inclinata di 4,17180° rispetto all'eclittica.
L'asteroide era stato inizialmente battezzato 3624 Mirovnov per poi essere corretto nella denominazione attuale.
L'asteroide è dedicato all'attore sovietico Andrej Aleksandrovič Mironov.